# Sari (Iran)
Sārī (in persiano ساری‎) è una città dell'Iran di circa 260 000 abitanti (568.214 abitanti, includendo l'area metropolitana, nel 2006). È il capoluogo della provincia del Mazandaran e dello shahrestān di Sari, è situata a nord dei monti Elburz, 30 km a sud della costa meridionale del Mar Caspio. La città prende nome da Sarouye, figlio di Farkhan il Grande, re del Tabaristan.

## Storia
Le origini di Sārī sono molto antiche, ma si sa per certo che fu la prima capitale della provincia del Mazandaran (allora nota come Ṭabaristān) forse già a partire dall'epoca sasanide e fino all'VIII o al IX secolo d.C. Fu l'ultima parte dell'Iran a sottomettersi all'islam in seguito all'invasione araba. Alcuni secoli dopo il trasferimento della capitale ad Āmul, Sārī fu saccheggiata, prima dai Mongoli e più tardi da Tamerlano. Nel 1937 le è stato nuovamente assegnato il titolo di capoluogo di provincia.